# Grit Paulussen
Grit Paulussen  (* 1983 in Buxtehude) ist eine deutsche Theater- und Filmschauspielerin sowie Hörspielsprecherin.

## Leben
Paulussen studierte Schauspiel an der Otto-Falckenberg-Schule in München.
Ihre bekannteste Rolle ist die Titelfigur Paula in der 54-teiligen Tier-Doku-Fernsehserie Paula und die wilden Tiere, die erstmals von 2012 bis 2014 ausgestrahlt wurde und regelmäßig wiederholt wird. Als Theaterschauspielerin war sie am Residenztheater München und an den Münchner Kammerspielen engagiert. Außerdem war sie an der Schaubühne Berlin, am Staatstheater Nürnberg und am Theater Augsburg tätig.
Sie verkörperte 2008 an den Kammerspielen München auf einem Chansonabend die Kunstfigur Georgette Dee. Paulussen war auch als Hörspielsprecherin (Der Zauberer von Oz) tätig.
Grit Paulussen ist die Tochter der niederdeutschen Autorin Elke Paulussen. Sie lebt in München.

## Filmografie (Auswahl)
- 2010: Garmischer Bergspitzen
- 2010: Dr. Hope – Eine Frau gibt nicht auf (Fernsehfilm, 2 Teile)
- 2011: Unten Mitte Kinn (Fernsehfilm)
- 2012–2014: Paula und die wilden Tiere (Fernsehserie, 54 Folgen)
- 2014: Paula und die wilden Lieder (Fernsehserie, 7 Folgen)
- 2016: Zwei verlorene Schafe (Fernsehfilm, Regie: Sylke Enders)
- 2017: Jella jagt das Glück (Fernsehfilm, Regie: Enno Reese)

## Theater (Auswahl)
- 2008: Confession of Aggression, Kammerspiele München
- 2008: Richard III., Kammerspiele München
- 2008/2010: Heimarbeit, Residenztheater München
- 2009: Spacebook, Kammerspiele München
- 2009: Der gefesselte Prometheus, Rolle Okeanide, Regie: Jossi Wieler, Schaubühne Berlin
- 2009: Chansonabend mit Georgette Dee, Kammerspiele München
- 2010: Nathan der Weise, Regie: Georg Schmiedleitner, Staatstheater Nürnberg
- 2010: Wir kommen gut klar mit uns, Regie: Tina Lanik, Residenztheater München
- 2012: King Arthur, Regie: Sigrid Herzog, Theater Augsburg
- 2014–2015: Ich Zarah oder das wilde Fleisch der letzten Diva, Regie: Markus Trabusch, Vorarlberger Landestheater Bregenz
- 2015: Die acht Frauen, Regie: Tobias Materna, Vorarlberger Landestheater Bregenz
- 2015: Der Vorname, Regie: Tobias Materna, Festspiele Wangen
- 2015–2016: The effect, Regie: Klaus Kusenberg, Staatstheater Nürnberg
- 2016: Wer hat Angst vor Virginia Woolf?, Regie: Tobias Materna, Festspiele Wangen
- 2016–2017: Ich Zarah oder das wilde Fleisch der letzten Diva, Regie: Markus Trabusch, Mainfranken Theater Würzburg

## Hörspiele
- 2015: Der Zauberer von Oz
- 2010: Andrea Liebers: Das Geheimnis des Buddha (3 Teile) (Papagei) – Bearbeitung (gemeinsam mit der Autorin) und Regie: Justyna Buddeberg-Mosz (Hörspielbearbeitung, Kinderhörspiel – BR)

## Tonträger
- De Snick de lacht: Plattdüütsche Kinnerleeder un Riemels (CD), Komposition und Texte: Elke Paulussen, Gesang und Percussion: Grit Paulussen, MoinMoin Tonstudio-Musikverlag, Quickborn 2002, ISBN 3-937157-02-6